# Verneuerte Landesordnung
De Verneuerte Landesordnung (Duits voor vernieuwde staatsregeling, Tsjechisch: Obnovené zřízení zemské) was een door Ferdinand II van het Heilige Roomse Rijk op 10 mei 1627 uitgevaardigd document waarin het bestuur van de Boheemse kroonlanden opnieuw werd geregeld. De macht van de koning van Bohemen werd aanzienlijk versterkt tegenover die van de Staten, om opstanden zoals in 1618 waarmee de Dertigjarige Oorlog was begonnen te voorkomen. Ook maakte de verordening het mogelijk om het Rooms-katholicisme opnieuw in te voeren.